# Karl von Hahn

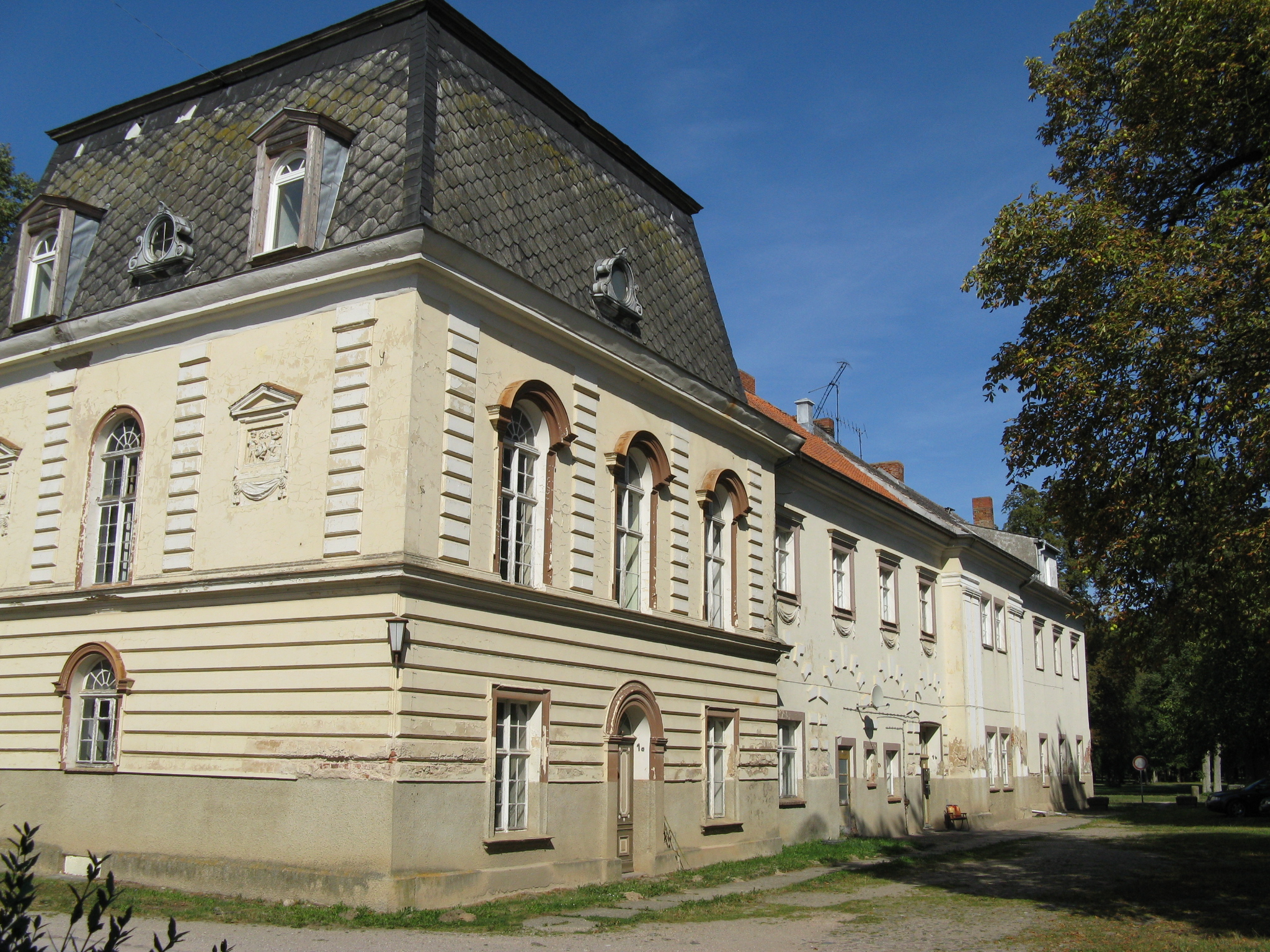
Ala norte del palacio de Remplin

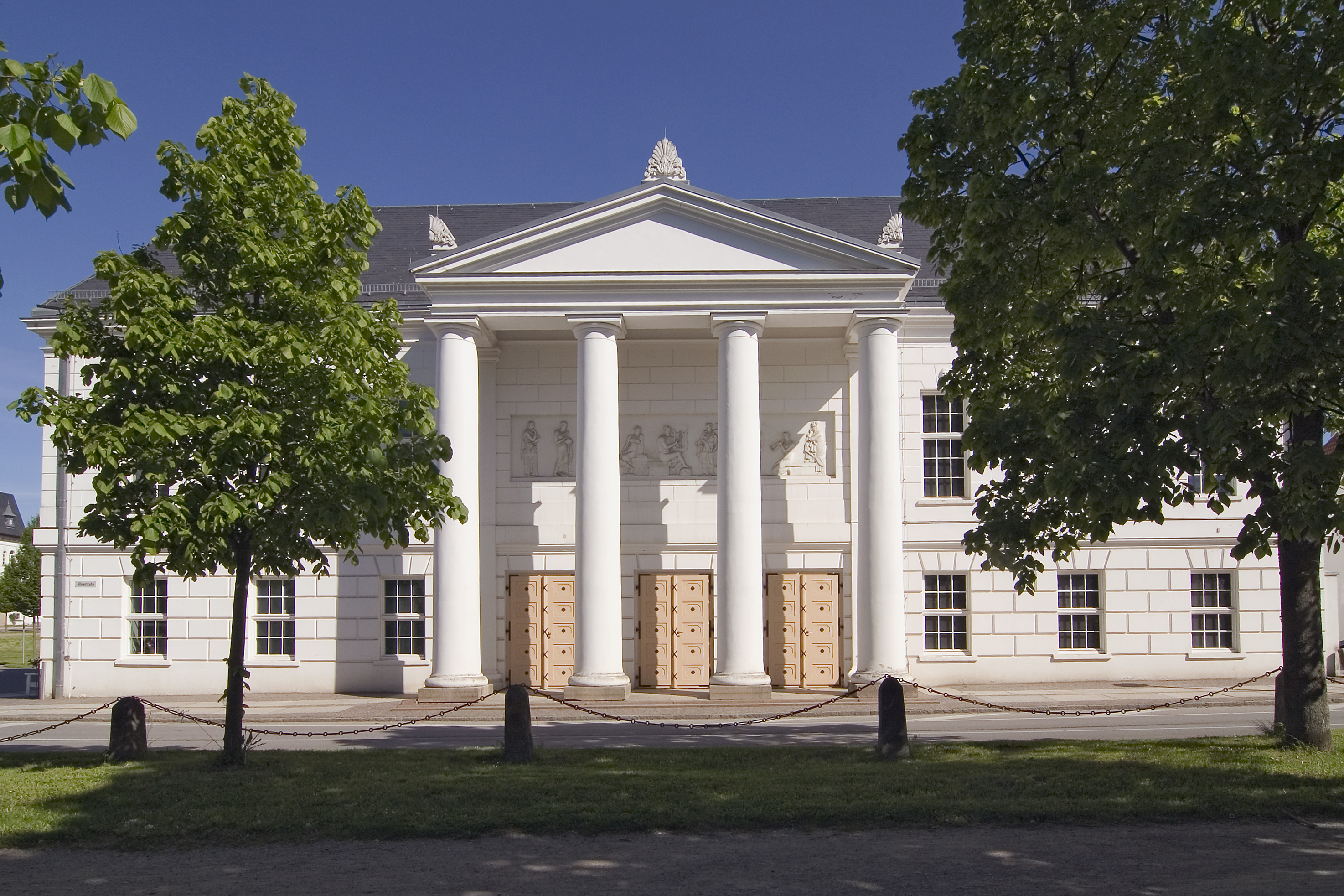
Teatro de Putbus, erigido en 1821 por el Príncipe de Putbus atendiendo a una sugerencia de Karl Hahn

Karl Friedrich Conde von Hahn, (también citado como von Hahn-Neuhaus) (Remplin, 18 de mayo de 1782 - Altona, 21 de mayo de 1857) fue un noble alemán, conocido como el Conde del Teatro ("Theatergraf" en alemán). Dirigió varios teatros y compañías teatrales en el norte de Alemania, interviniendo a veces también como actor. Su pasión por el teatro le llevó a dilapidar la fortuna que había heredado.

## Biografía
Karl von Hahn (descendiente nº 363 de la estirpe familiar) fue el cuarto hijo del filósofo de la ciencia y astrónomo Friedrich II Conde de Hahn y de su esposa Wilhelmine von Both (1744-1801). Bien dotado económicamente, su padre le envió en 1790 a Estocolmo, donde se integró en la corte del rey Gustavo III de Suecia. En un baile de máscaras celebrado en 1792 fue testigo directo del asesinato del rey a manos de Johann Jacob Anckarström. En 1799 se fue a vivir a Hamburgo con su hermano, iniciando a continuación estudios de administración en la Universidad de Greifswald.
Su pasión por el teatro se inició durante su estancia en la corte de Gustavo III, resurgió en Hamburgo y se avivó aún más en Greifswald. Tras la muerte de su padre en 1805, su primera disposición fue utilizar su cuantiosa herencia para construir en 1806 un espléndido teatro en el palacio de Remplin (en el que se gastó 60.000 táleros de oro). Mantuvo su propia compañía con famosos actores como August Wilhelm Iffland, Ferdinand Eßlair y Friederike Bethmann-Unzelmann, a los que pagaba sus cuantiosos honorarios.
Desde 1804 financió su propia compañía de teatro ambulante, gestionando en 1806 y 1807 el teatro de la Corte de Schwerin. Siempre a sus expensas, siguió en sus desplazamientos a la Corte Ducal con su grupo de teatro hasta Altona en 1806 y de regreso a Mecklemburgo en 1807. Su situación financiera se deterioró gravemente debido a su desaforada prodigalidad, de tal manera que su familia lo incapacitó judicialmente en 1808. A partir de entonces, Hahn tuvo que conformarse con 6000 táleros anuales. En solo tres años, había consumido casi por completo la gran riqueza de su familia (que había amasado su padre, uno de los mayores propietarios privados de Mecklenburgo) debido a su enfermiza obsesión por el teatro. En 1808 la deuda establecida oficialmente ascendió a 1.175.471 táleros, y la lista de acreedores tenía alrededor de 400 nombres. La quiebra subsiguiente se llevó por delante en 1816 los bienes de la familia en Remplin y en Mecklenburgo, que perdieron para siempre.
En 1813 Karl von Hahn se fue a Rusia, tomando parte en 1813 y 1814 en la guerra de liberación contra el ejército napoleónico. Después de su período militar, en 1817 se hizo cargo del teatro de Altona, oficialmente dirigido por el actor Fr. A. Ruhland. Contrató a los mejores actores y cantantes, por lo que el teatro de la ciudad vivió una brillante pero corta etapa. Propuso al Príncipe Malte de Putbus construir un teatro en su residencia de Putbus (pequeña ciudad de la costa báltica de Pomerania), propuesta culminada en 1821 con la inauguración de un edificio con 324 localidades. De 1821 a 1824 fue director teatral en Lübeck, entre 1829 y 1831 en Stralsund y Greifswald, y en 1833 en Magdeburgo, así como de 1834 a 1836 en Altenburgo, Érfurt, Meiningen y en otros lugares. Regresó de nuevo a Altona entre 1837 y 1838. Tras superar una grave enfermedad, permaneció de 1839 a 1841 otra vez en Lübeck, para a continuación establecerse entre 1841 y 1843 en Kiel. Siguieron los teatros de Sankt Pauli, Hildesheim, Verden y, por último, el Sommerhude de Altona en 1856.
Enfermo de gota, pasó allí retirado la última década de su vida. Siguió siendo asesor teatral y mecenas de actores, hasta que agotó el resto de su fortuna. Murió totalmente arruinado y en la más completa miseria.
Como actor intervino sobre todo en su teatro de Remplin, interpretando posteriormente solo pequeños papeles de forma ocasional. Se dedicó principalmente a cuestiones de organización, pero también trabajó como tramoyista y maquillador. Sus montajes teatrales fracasaron en su mayoría, en parte debido a su pésima gestión económica. Existen numerosas anécdotas acerca de su vida, pero no siempre son verificables.
Karl Graf von Hahn se casó en 1804 con Sophie Louise von Behr, quien en 1809 solicitó el divorcio y se mudó con sus hijos a Rostock, Neubrandenburg, y finalmente, a Greifswald. De sus cuatro hijos, su hija mayor Ida Hahn-Hahn fue una escritora conocida.
La propia Ida relata una reunión que tuvieron su hermano Fernando y su padre, un año antes de que este último falleciera: 

"Padre llegó hace una hora de Wiesbaden, arrastrándose miserablemente sobre sus pies, por lo que fue aterrador verlo cuando se fue; pero por lo demás permanece sin cambios, sin ningún rastro del ataque cerebral, que fue sin duda un simple mareo. El Dr. Schubart es un hombre pequeño de ojos vivaces; mas, ¿Es un médico competente? ¡Pero es obvio que para lo que no hay remedio es para la gota y los 74 años! Lo más divertido fue cuando padre habló de cómo tiene que evitar, por ejemplo, las habitaciones que ocupan pisos bajos debido a la calefacción; los viajes en tercera en el ferrocarril; etc. No te lo puedo describir."

Después de la muerte de su padre, Ida escribió a su hermano:

"¡Ah, querido hermano, ¿qué otro tipo de dolor podemos sentir por esta muerte, además de la vida desperdiciada del fallecido? Ciertamente es triste no tener ya un padre; pero, millones de veces más triste es no haberlo tenido nunca! ¡Ahora habrá tenido que dar cuenta ante Dios por su alma y por las almas de sus hijos! Tendrá que encontrar un tribunal indulgente. La época del mundo en la que nació puede ser una disculpa para la terrible alienación de toda su vida; lo cierto es que la única, la completa verdad, nunca se acercó a él."

## Descendencia
En 1804 se casó con su prima Sophie Louise von Behr (1783-1857), hija del gobernador Felix Gustav von Behr señor de las casas de Vargatz y Dönnie, y de su esposa Hedwig Louise de Genzkow. La pareja tuvo los hijos siguientes:
- Ida (Marie Louise Gustave)
- (Adolphine Auguste Antonie Sophie), Clara
- Louise (Caroline Francisca), Wollenburg tras casarse
- Fernando (Götz Gustav Adolph Otto Leopold), Cazador de la Corte de Dinamarca

## Cartas
- Carta entre Karl Hahn y su hija Ida Hahn-Hahn, 10 de diciembre de 1855.[4]